# Isola Asuncion
L'isola Asuncion è un'isola vulcanica dell'oceano Pacifico appartenente alle isole Marianne. Ha una superficie di 7.31 km², è disabitata, ed amministrativamente appartiene alla municipalità Isole Settentrionali delle isole Marianne Settentrionali.
La costa è prevalentemente rocciosa e sull'isola è presente una folta vegetazione, prevalentemente composta da palma da cocco. L'ultima eruzione del vulcano è datata 1906.